# Arte Naval
Arte Naval é um livro de autoria de Maurílio Magalhães Fonseca sobre marinharia publicado em dois volumes, com primeira edição lançada em 1954 pelo Serviço de Documentação da Marinha. Considerada uma das obras mais importantes sobre estudos navais publicas no Brasil, utilizada em diversos meios de formação dos profissionais do mar. Iniciado em 1938 a bordo do Cruzador Bahia, surgiu da necessidade de se estudar nomenclaturas de peças do casco e do aparelho do navio. Não havia, na época, meios de se estudar o assunto ou livros que elucidassem dúvidas e, mediante a necessidade de se explorar tais conhecimentos, oficiais da Marinha buscaram organizar e sintetizar diversas questões, tais como a linguagem do marinheiro, fainas e tradições de bordo. Com o tempo, a obra foi ganhando novas edições, novos conteúdos e hoje é utilizada como norte em diversas disciplinas do ensino naval.
Considerado um dos melhores livros técnicos sobre o assunto, a obra Arte Naval apresenta aspectos fundamentais da engenharia naval e, ao mesmo tempo em que é considerada uma obra atemporal, as constantes  mudanças e evoluções nos meios navais exigem que seu conteúdo seja sempre atualizado e revisado para que estejam de acordo com a realidade da comunidade marítima.
Em 18 de junho de 2019,no Salão Nobre da Ilha Fiscal, no Rio de Janeiro, durante as comemorações dos 76 anos de sua criação, a Diretoria do Patrimônio Histórico e Documentação da Marinha (DPHDM) lançou a 8.a edição do livro, volumes I e II.

## Organização e capítulos
A primeira edição (1954), distribuída e vendida exclusivamente pelo Marinha do Brasil, esgotou-se em pouco tempo. A edição seguinte contou com mais dois capítulos referentes à legislação e transportes de carga em navios mercantes.
A 7a edição (2005) apresenta, além de uma pormenorizada revisão, uma atualização necessária devido às evoluções técnicas vivenciadas pelo homem do mar até então. A parte gráfica também requereu novas ilustrações que vieram a realçar a densidade do conteúdo técnico do livro. Nesta edição, foi introduzido um novo apêndice que trata das noções básicas sobre navios a vela, parte importante que merecia maior detalhamento. Ao mesmo tempo, procurou-se manter a organização básica do livro, de acordo com as premissas básicas do autor, conforme pode-se ler no prefácio de sua 2a edição, estabelecidas como tributo aos homens que trabalham no mar diariamente. Assim, as alterações inseridas pretenderam adequá-lo à realidade da época da própria comunidade marítima, cerne fundamental dessa obra.
Em todas as edições, pretendeu-se manter atualizados os princípios esboçados pelos tenentes de 1938 que, a bordo do Cruzador Bahia, imaginaram e iniciaram a elaboração do Arte Naval, leitura importante tanto para os experientes comandantes de navios, como para os iniciantes da profissão.
A 8a e última edição foi elaborada em 2019 e aborda, em 658 páginas do Vol. I, aspectos estruturais do navio, suas peças, subdivisões, classificações e demais assuntos correlatos a estrutura do navio. No Vol. II, com mais 558 páginas, compreende-se o funcionamento do navio, manobras, evoluções e funcionalidades, além de capítulos voltados para a segurança marítima e socorro e segurança.

### Volume I

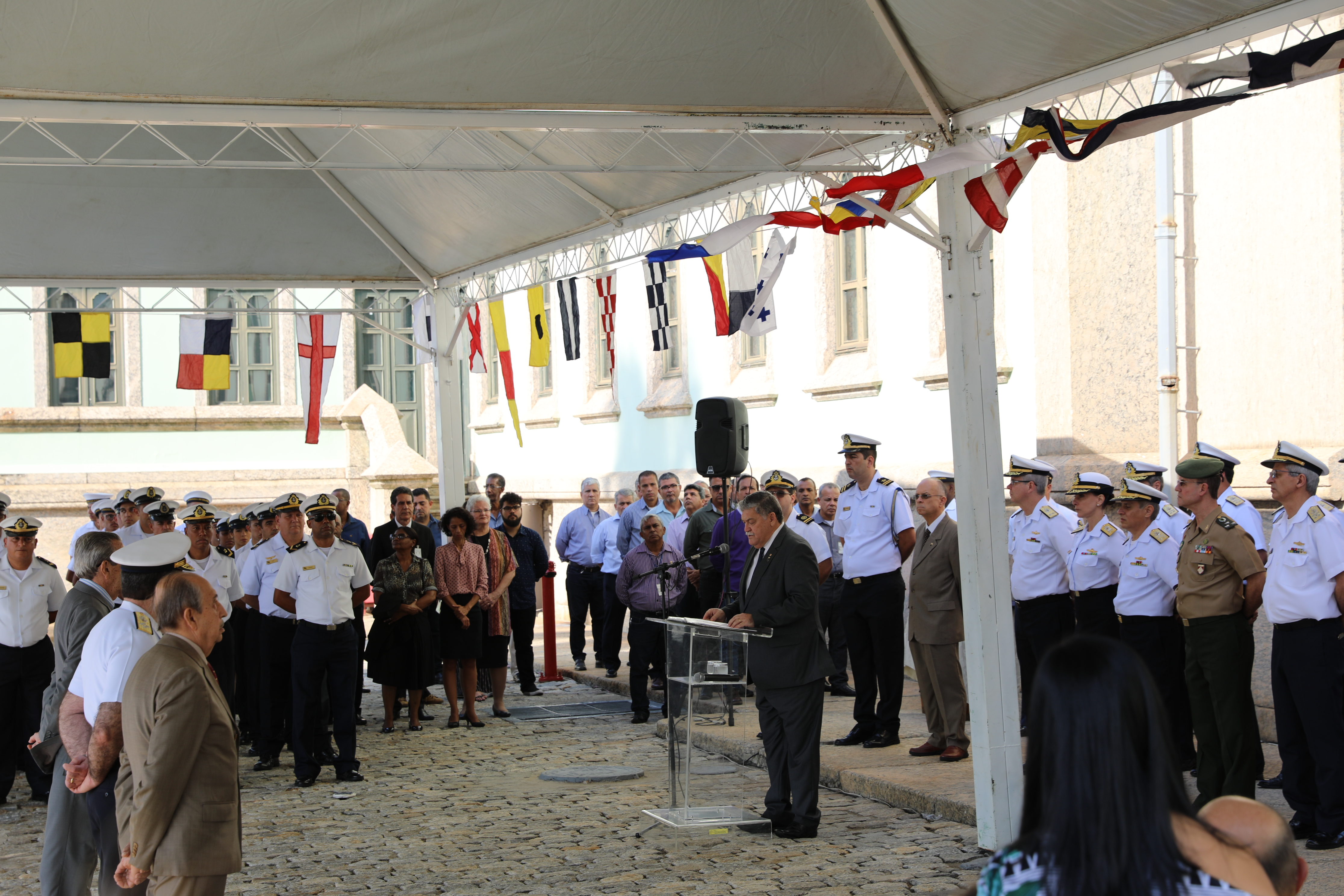
Cerimônia de 76 Anos da DPHDM e lançamento da 8.a Edição do Arte Naval na Ilha Fiscal

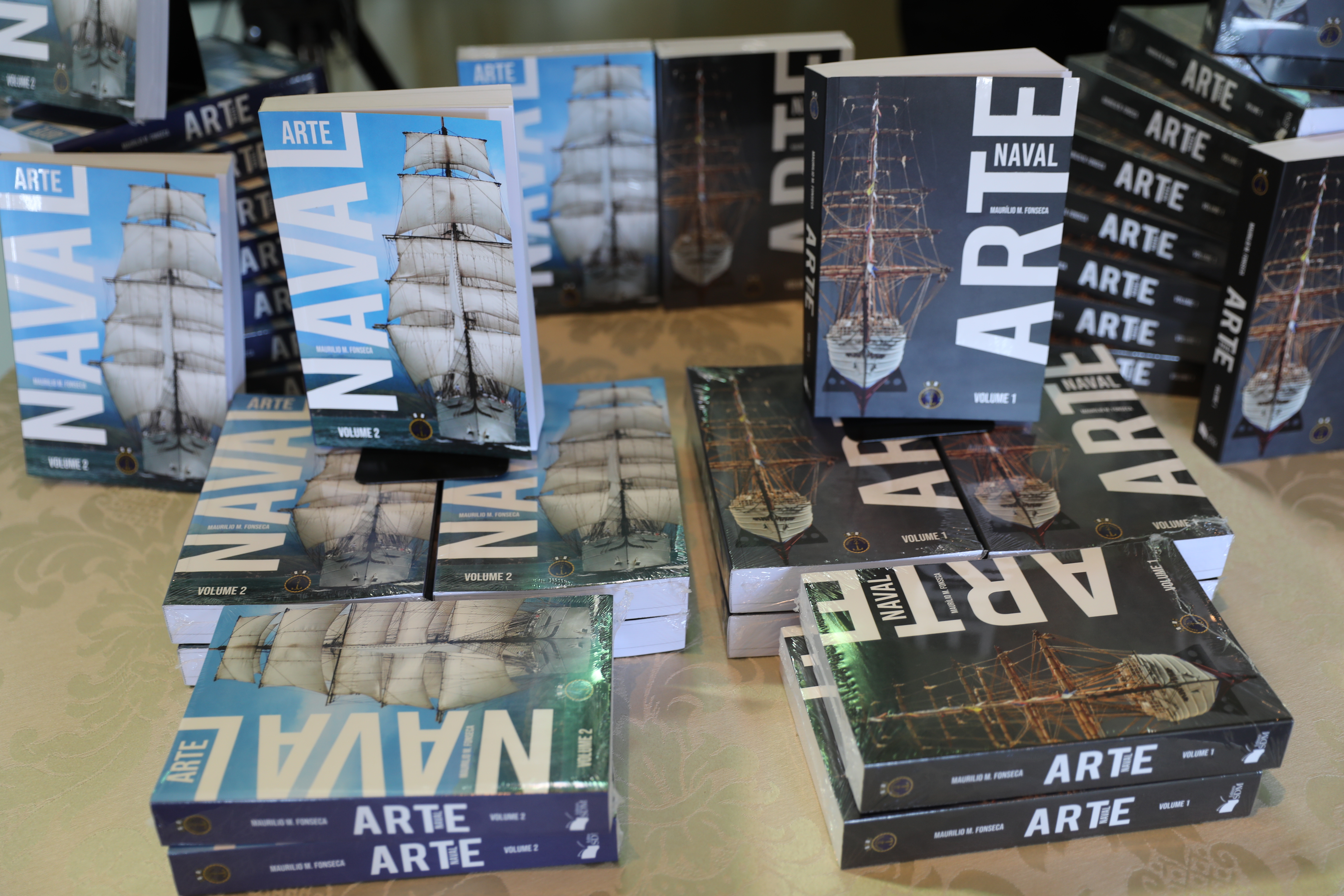
Volumes I e II da 8.a Edição do livro Arte Naval

- Capítulo 1, Nomenclatura do navio:
  - Seção A – Do navio, em geral;
  - Seção B – Peças principais da estrutura dos cascos metálicos;
  - Seção C – Convés, cobertas, plataformas e espaços entre conveses;
  - Seção D – Subdivisão do casco;
  - Seção E – Aberturas no casco;
  - Seção F – Acessórios do casco na carena;
  - Seção G – Acessórios do casco no costado;
  - Seção H – Acessórios do casco na borda;
  - Seção I – Acessórios do casco nos compartimentos;
  - Seção J – Acessórios do casco no convés.
- Capítulo 2, Geometria do navio
  - Seção B – Desenho de linhas e plano de formas;
  - Seção C – Dimensões lineares;
  - Seção D – Deslocamento e tonelagem.
- Capítulo 3: Classificação dos navios
  - Seção A – Classificação geral dos navios de guerra;
  - Seção B – Navios Mercantes;
  - Seção C – Embarcações e navios em geral;
  - Seção D – Aerobarcos e veículos sobre colchões de ar.
- Capítulo 4, Embarcações Miúdas
- Seção A – Embarcações; Seção B – Arrumação das embarcações e turcos.
- Capítulo 5, Construção dos Navios:
  - Seção A – Peças de construção;
  - Seção B – Ligação das peças de construção;
  - Seção C – Projeto e Construção;
  - Seção D – Esforços a que estão sujeitos os navios.
- Capítulo 6, Estrurura do casco dos navios metálicos
  - Seção A – Sistemas de construção;
  - Seção B – Peças estruturais;
  - Seção C – Peças não estruturais e acessórios do casco.
- Capítulo 7, Cabos
  - Seção A – Classificação geral dos cabos de fibras naturais;
  - Seção B – Cabos de fibras sintéticas;
  - Seção C – Cabos de aço;
  - Seção D – Considerações Finais.
- Capítulo 8, Trabalhos Marinheiros
  - Seção A – Voltas;
  - Seção B – Nós dados com o chicote ou com o seio de um cabo sobre si mesmo;
  - Seção C – Nós dados para emendar dois cabos pelos chicotes;
  - Seção D – Trabalhos feitos nos chicotes dos cabos;
  - Seção E – Trabalhos para amarrar dois cabos ou dois objetos quaisquer;
  - Seção F – Trabalhos Diversos;
  - Seção G – Estropos.
- Capítulo 9, Poleame, aparelhos de laborar e acessórios
  - Seção A – Poleame;
  - Seção B – Aparelho de laborar;
  - Seção C – Acessórios do aparelho do navio.

### Volume II
- Capítulo 10, Aparelho de Fundear e Suspender
  - Seção A – Âncoras;
  - Seção B – Amarras e acessórios;
  - Seção C – Máquinas de Suspender.
- Capítulo 11, Aparelho de Governo, mastreação e aparelhos de carga
  - Seção A – Aparelho de governo;
  - Seção B – Mastreação;
  - Seção C – Aparelhos de carga e descarga.
- Capítulo 12, Manobra do navio
  - Seção A – Governo dos navios de um hélice;
  - Seção B – Governo dos navios de dois ou mais hélices e um ou dois lemes;
  - Seção C – Atracar e desatracar;
  - Seção D – Fundear, suspender, amarrar, rocegar;
  - Seção E – Evoluções;
  - Seção F – Reboque;
  - Seção G – Navegação com mau tempo.
- Capítulo 13, Transporte de Carga
  - Seção A – Carga e estiva;
  - Seção B – Das mercadorias;
  - Seção C – Contêineres.
- Capítulo 14, Convenções, Leis e Regulamentos
  - Seção A – Convenções e Regras Internacionais;
  - Seção B – Fretamento de navios;
  - Seção C – Acidentes Marítimos.
- Capítulo 15: Embarcações de plástico reforçados com fibras de vidro
  - Seção A – Matéria Prima;
  - Seção B – Características de fabricação dos PRFV;
  - Seção C – Aplicações náuticas e terminologia.
- Capítulo 16, Sobrevivência no mar: Seção única.
- Capítulo 17, Condições Sanitárias e Higiene: Seção única.
- Apêndices.
- Índice Geral.

## Edições
- 1a edição: 1954
- 2a edição: 1960
- 3a edição: 1982
- 4a edição: 1985
- 5a edição: 1989
- 6a edição: 2002
- 7a edição: 2005
- 8a edição: 2019